# Wilton Manors, Florida
Wilton Manors är en stad (city) i Broward County, i delstaten Florida, USA. Enligt United States Census Bureau har staden en folkmängd på 11 843 invånare (2011) och en landarea på 5,1 km².